# Sennym świtem
Sennym świtem – drugi longplay Jerzego Grunwalda i En Face, wydany nakładem wytwórni Pronit.

W tym samym roku album miał swój odpowiednik kasetowy zatytułowany Jerzy Grunwald & En Face (Stilon CK 159) ze zmienioną szatą graficzną i czwórkę Sennym świtem (N 0737), która oprócz trzech utworów z płyty (Człowiek od lat, Dogonić ciszę, Przyszłaś znikąd) zawiera opublikowaną tylko i wyłącznie na tym nośniku piosenkę Ten srebrzysty ptak. W 2020 roku utwór ukazał się na reedycji longplaya, wydanej nakładem Gad Records (GAD CD 141).

## Lista utworów[2][4]
Strona A
1. „Preludium” (muz. Jerzy Grunwald) – 1:35
2. „Człowiek od lat” (muz. Jerzy Grunwald - sł. Andrzej Jastrzębiec-Kozłowski) – 3:48
3. „Przyszłaś znikąd” (muz. Jerzy Grunwald - sł. Włodzimierz Scisłowski) – 2:48
4. „Nasz horoskop” (muz. Jerzy Grunwald - sł. Andrzej Senar) – 2:28
5. „Odłóż sprawę” (muz. Bohdan Kendelewicz – Wiktor Leliwa) – 3:24
6. „Przyjdziesz sennym świtem” (muz. Jerzy Grunwald - sł. Wiktor Leliwa) – 3:06
7. „Zamykam oczy, by widzieć cię z bliska” (muz. Ryszard Poznakowski – sł. Janusz Kondratowicz) – 2:42

Strona B
1. „Gałąź wiśni” (muz. Ryszard Poznakowski - sł. Grzegorz Walczak) – 3:08
2. „Nie zaszkodzi trochę snów” (muz. Jerzy Grunwald - sł. Ryszard Czubaczyński) – 3:02
3. „Jeden znamy świat” (muz. Jerzy Grunwald - sł. Stanisław Halny) – 3:56
4. „Sto imion masz” (muz. Bohdan Kendelewicz - sł. Andrzej Kuryło) – 3:14
5. „Dogonić ciszę” (muz. Jerzy Grunwald - sł. Marek Gaszyński) – 3:36
6. „Memoriał” (muz. Jerzy Grunwald) – 1:10

Bonusy na reedycji CD, wydanej przez GAD Records (GAD CD 141) w 2020 roku
1. „Ten srebrzysty ptak” (muz. Andrzej Januszko – sł. Tadeusz Urgacz)[3] – 3:15
2. „Preludium” (pełna wersja) (muz. Jerzy Grunwald) – 1:45
3. „Memoriał” (pełna wersja) (muz. Jerzy Grunwald) – 1:00

## Skład zespołu[2]
- Jerzy Grunwald – śpiew, gitara dwunastostrunowa
- Ireneusz Dudek – wokal wspierający, harmonijka ustna, kongi
- Maciej Radziejewski – gitara solowa
- Krystian Wilczek – gitara basowa, gitara akustyczna, wokal wspierający
- Marek Surzyn – perkusja

## Muzycy sesyjni[2]
- Zbigniew Hołdys – gitara
- Wojciech Kowalewski – perkusja
- Zespół instrumentalny pod dyr. Ryszarda Poznakowskiego

## Personel techniczny
- Jacek Złotkowski – reżyser nagrania
- Janina Słotwińska – operator nagrania

## Opracowanie[2]
- Marek Karewicz – projekt graficzny, zdjęcia
- Zygmunt Kiszakiewicz – tekst na okładce
- Michał Wilczyński – producent reedycji kompaktowej
- Łukasz Hernik – współproducent reedycji kompaktowej
- Anna Piontek – redakcja reedycji kompaktowej
- Lesław Sagan – zdjęcia w reedycji kompaktowej